# Snösotmossa
Snösotmossa (Andreaea nivalis) är en bladmossart som beskrevs av W. J. Hooker 1811. Snösotmossa ingår i släktet sotmossor, och familjen Andreaeaceae. Enligt den finländska rödlistan är arten sårbar i Finland. Arten är reproducerande i Sverige. Artens livsmiljö är fjällklippor, block- och stenmarker. Inga underarter finns listade i Catalogue of Life.